# Bethlehem (Georgia)
Bethlehem es un pueblo ubicado en el condado de Barrow en el estado estadounidense de Georgia. En el censo de 2000, su población era de 716.

## Demografía
En el 2000 la renta per cápita promedia del hogar era de $47,500, y el ingreso promedio para una familia era de $50,625. El ingreso per cápita para la localidad era de $17,214. Los hombres tenían un ingreso per cápita de $35,714 contra $25,163 para las mujeres.

## Geografía
Bethlehem se encuentra ubicado en las coordenadas 33°56′11″N 83°42′38″O / 33.93639, -83.71056 (33.936492, -83.710481).
Según la Oficina del Censo, la localidad tiene un área total de 5,6 km² (2,2 mi²), de la cual 5,6 km² (2,2 mi²) es tierra y 0 km² (0 mi²) (0.0%) es agua.